# El Pacífico, Veracruz
El Pacífico är en ort i Mexiko.   Den ligger i kommunen Espinal och delstaten Veracruz, i den sydöstra delen av landet, 190 km nordost om huvudstaden Mexico City. El Pacífico ligger 102 meter över havet och antalet invånare är 989.
Terrängen runt El Pacífico är varierad. Runt El Pacífico är det ganska tätbefolkat, med 149 invånare per kvadratkilometer. Närmaste större samhälle är Coyutla, 9,6 km väster om El Pacífico. Omgivningarna runt El Pacífico är en mosaik av jordbruksmark och naturlig växtlighet.